# Joel Rakotomalala
Joel (Joël) Rakotomalala (* 29. März 1929 in Tanandrana, Provinz Toliara; † 30. Juli 1976 in Antsirabe) war ein madagassischer Politiker.

## Biografie
Nach dem Schulbesuch trat er in die Streitkräfte ein und absolvierte zunächst von 1957 bis 1959 eine Ausbildung zum Offizier an der Offiziersschule für Offiziersanwärter der Französischen Überseegebiete, ehe er zwischen 1959 und 1960 die Infanterieschule in Saint-Maixent-l’École besuchte. Nach dem Besuch der Nachrichtenschule von Montargis war er schließlich Absolvent der Akademie für Stabsoffiziere und schloss diese mit einem Diplom ab.
Als es nach den in den 1960er Jahren begonnenen wirtschafts- und innenpolitischen Probleme der Regierung von Präsident Philibert Tsiranana, die zum Teil mit Stammesgesetzen verbunden war, Anfang der 1970er Jahre zu ersten Streiks gegen die Regierung kam, gehörte er zu den Offizieren, die sich gegen den Präsidenten wandten. Als Major wurde er im Mai 1972 zum Informationsminister in die Regierung von Premierminister General Gabriel Ramanantsoa und als solcher im Januar 1973 zum Oberstleutnant befördert. Nach dessen Rücktritt im Januar 1975 wurde er Mitglied der Übergangsregierungen des bisherigen Innenministers Oberst Richard Ratsimandrava sowie des Vorsitzenden des Militärischen Führungskomitees Gilles Andriamahazo.
Nach dem Staatsstreich von Admiral Didier Ratsiraka 1975, der zur Gründung der Demokratischen Republik Madagaskar am 30. Dezember 1975 führte, wurde Rakotomalala am 11. Januar 1976 Premierminister Madagaskars. Nach seinem Tod bei einem Hubschrauberabsturz am 30. Juli 1976 wurde Justin Rakotoniaina Nachfolger als Premierminister.